# 耐斯企業
耐斯企業是總部位於台灣嘉義縣的日用化學品企業，1964年由陳鏡村與陳哲芳、陳鏡仁創立，其產品包括566洗髮精、澎澎香浴乳、泡舒洗潔精、白鴿洗衣精等日用品。

## 歷史
1964年，雲林古坑人陳添濤的三子陳鏡村、四子陳哲芳、五子陳鏡仁共同在嘉義創立了耐斯企業
，專門生產洗髮粉等清潔用品。1980年，耐斯推出了全台灣第一瓶沐浴乳「澎澎香浴乳」。當時台灣消費者多數使用香皂清洗身體，液態皂產品的推出在台灣的消費市場投下一記震撼彈，奠定耐斯在台灣清潔用品的地位。而其推出的廣告也深植當時消費者心中，甚至「洗澎澎」一詞在台灣成為洗澡的代名詞，足見該產品的巨大影響力。此後，耐斯集團又推出「566洗髮精」、「泡舒洗潔精」、「白鴿洗衣精」等產品。
後來耐斯不斷擴大其事業版圖，跨足食品、觀光休閒、金融等領域，而目前旗下的食品公司愛之味更成為集團的主要營收來源。

## 海外投資
耐斯企業在上海設有工廠，也在福建廈門市、山東省等地成立公司。“澎澎PONPON”商標也在2012年獲得了“廈門市著名商標”的榮譽。

## 子公司
1. 愛之味股份有限公司
2. 劍湖山世界股份有限公司
3. 劍湖山渡假大飯店
4. 耐斯國際開發股份有限公司
5. 耐斯廣場
6. 耐斯王子大飯店
7. 和盟流通股份有限公司
8. 台灣第一生化科技股份有限公司
9. 台富食品工業股份有限公司
10. 台灣新日化股份有限公司
11. 台灣日化能源股份有限公司

## 關係企業
- 雷虎科技(臺證所：8033)
- 雷虎生技(櫃買中心：6493)
- 國票金融控股(臺證所：2889)

## 外部連結
- 耐斯企業 （页面存档备份，存于）